# Pantelis Pantelidis

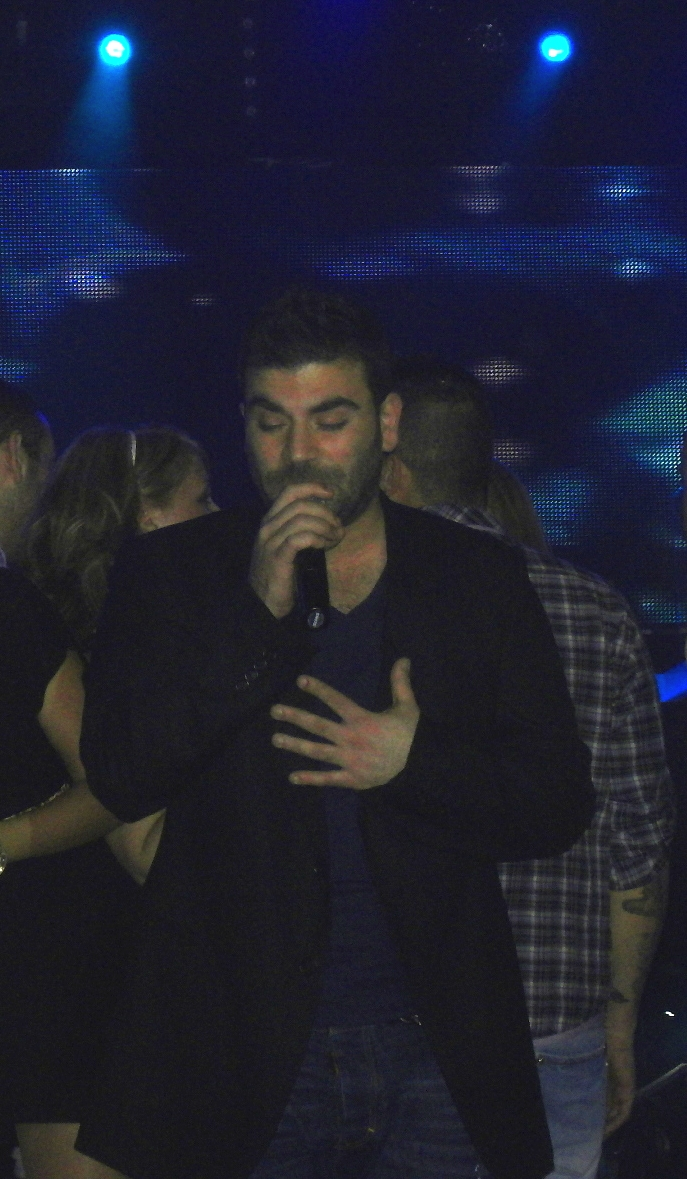
Pantelis Pantelidis, 2012

Pantelis Pantelidis (griechisch Παντελής Παντελίδης, *  23. November 1983 in Athen; † 18. Februar 2016 ebenda) war ein griechischer Sänger, Komponist und Liedtexter.

## Leben und Karriere
Pantelis Pantelidis wurde 1983 in Athen geboren und wuchs in dem Athener Vorort Nea Ionia auf. Er arbeitete zunächst in der griechischen Marine, verließ diese aber, um eine Karriere als Musiker zu machen.
Er war ein autodidaktischer Musiker, Bekanntheit erlangte er durch einige YouTube-Videos. Pantelidis hat vier Alben mit großem kommerziellen Erfolg veröffentlicht. 
Pantelidis arbeitete mit bekannten griechischen Künstlern zusammen, darunter Vasilis Karras und Despina Vandi. Er gewann zweimal die Auszeichnung MAD Video Music Awards, erstmals im Jahr 2013 als bester neuer Künstler und zum zweiten Mal im Jahr 2015 als bester griechischer Sänger.
Er kam am 18. Februar 2016 bei einem Autounfall ums Leben.

## Diskografie

### Alben
- 2012: Alkoolikes Oi Nyhtes
- 2013: Oyranio toxo pou tou Lypane dyo hromata
- 2014: Panselinos kai kati A’ Meros Eis-Pnoi
- 2015: Panselinos kai kati B’ Meros Ek Pnoi
- 2018: Ah ke na 'xera pou na 'se (posthum)

### Kompilationen
- 2016: Gia panta
- 2020: Tsigaro kai fotia

### Singles (Auswahl)
- 2012: Gia Ton Idio Anthropo Milame (mit Vasilis Karras)
- 2012: Pame Stihima Tha Xanarthis
- 2012: Lioma Se Gremo
- 2012: Den Tairiazete Sou Leo
- 2012: Paramithiazome
- 2012: Alkoolikes Oi Nychtes
- 2013: Ginete
- 2013: Iha Kapote Mia Agapi
- 2013: De Se Sighoro (Sto 'ha Pi)
- 2013: Oneiro Zo
- 2014: Na Sou Po
- 2014: Ta Shinia Sou
- 2015: Para Poli
- 2016: Alli Mia Efkeria
- 2016: Tis Kardias Mou To Grammeno
- 2017: Karavia Sto Vytho
- 2017: Na 'Se Kala
- 2018: Pali Pali

## Auszeichnungen
| Jahr | Preise                                        |
| ---- | --------------------------------------------- |
| 2013 | MAD Awards:Best New Artist (Sieger)           |
| 2014 | Best Video MAD Greekz (Sieger)                |
| 2015 | MAD Awards:Best Male Artist (Sieger)          |
| 2015 | Best Video MAD Greekz (Sieger)                |
| 2013 | MAD Awards: Best Song of the Year (nominiert) |
| 2014 | MAD Awards: Best Male Artist (nominiert)      |
| 2015 | MAD Awards: Video of the Year (nominiert)     |